# Владимиров, Владимир Фёдорович
Владимир Фёдорович Владимиров (1914—1943) — лейтенант Рабоче-крестьянской Красной Армии, участник Великой Отечественной войны, Герой Советского Союза (1944).

## Биография
Владимир Владимиров родился 26 июня (по новому стилю — 9 июля) 1914 года в селе Головино (ныне — в черте Москвы) в рабочей семье. Получил начальное образование. С 1930 года он работал на одном из московских машиностроительных заводов, с 1938 году — токарем в механических мастерских Северного речного порта. В октябре 1941 года Владимиров был призван на службу в Рабоче-крестьянскую Красную Армию. С ноября того же года — на фронтах Великой Отечественной войны. Принимал участие в битве за Москву. В 1942 году он окончил курсы младших лейтенантов, стал командиром взвода 118-го гвардейского стрелкового полка. Под Смоленском получил тяжёлое ранение, через три месяца вернулся в свою часть и был назначен командиром роты. Участвовал в форсировании Десны и Сожа. К октябрю 1943 года Владимиров служил в составе 37-й гвардейской стрелковой дивизии 65-й армии Белорусского фронта. Отличился во время битвы за Днепр.
21 октября 1943 года рота Владимирова переправилась через Днепр, выбила вражеских солдат из траншеи и захватила плацдарм. В дальнейшем рота отбила восемь контратак противника, а затем освободила деревни Исаковичи и Страдубка Лоевского района Гомельской области Белорусской ССР. Погиб в декабре 1943 года в районе деревни Карповка Речицкого района.
Указом Президиума Верховного Совета СССР «О присвоении звания Героя Советского Союза генералам, офицерскому, сержантскому и рядовому составу Красной Армии» от 15 января 1944 года за «образцовое выполнение боевых заданий командования на фронте борьбы с немецкими захватчиками и проявленными при этом отвагу и геройство» гвардии лейтенант Владимир Владимиров посмертно был удостоен высокого звания Героя Советского Союза.
Также был награждён орденами Ленина, Красного Знамени, Александра Невского и рядом медалей.
На территории Северного речного вокзала Москвы установлена мемориальная доска с текстом: «Здесь работал с 1938 по 1941 год токарь Владимиров Владимир Федорович, Герой Советского союза».